# Foto-Atelier C. Biella
Das Fotoatelier C. Biella dokumentierte in den knapp 70 Jahren seines Bestehens (von Anfang 1919 bis Ende 1988) das Leben in der fränkischen Kleinstadt Gunzenhausen, vor allem in der Zeit des Nationalsozialismus.
Das Fotoatelier C. Biella wurde Anfang 1919 von Alfred Wilhelm Curt Biella (geb. 1890 in Dessau, gest. 6. Juni 1938 in Gunzenhausen) und seiner Ehefrau Wilhelmina „Mina“, geb. Frölich, (geb. 3. Mai 1893, wahrscheinlich in Dinkelsbühl, gest. 11. April 1983 in Gunzenhausen) in der fränkischen Kleinstadt Gunzenhausen in der Hensoltstr. 3 gegründet und bestand knapp 70 Jahre lang, bis zum 31. Dezember 1988.
Der aus einer Dessauer Bahnbeamtenfamilie stammende Curt Biella hatte in den Jahren 1911 bis 1913 seinen Militärdienst als Luftschiff-Fotograf im Rang eines Obergefreiten im 1. Luftschiffer-Bataillon (stationiert in Berlin) und im 2. Luftschiffer-Battaillon (stationiert in Königsberg in Ostpreußen) geleistet. Auf zahlreichen Zeppelinflügen fertigte er Luftaufnahmen für militärische Zwecke an. Im Ersten Weltkrieg wurde er unter anderem mit der Abteilung 8 der Luftschiffwaffe auf dem Balkan eingesetzt. Ihm wurde das Eiserne Kreuz erster Klasse am schwarz-weißen Band verliehen.
Seine Frau Wilhelmina „Mina“ Frölich war das erste von drei Kindern des königlich bayerischen Hoffotografen Friedrich Frölich (1865–1938), der ein Fotostudio in Dinkelsbühl führte, und seiner Frau Apollonia. Mina Frölich war geprüfte Fotografin; ihre Ausbildung erhielt sich vermutlich im väterlichen Atelier. Ihr Vater erwarb im Jahr 1918 in Gunzenhausen das Haus mit dem Fotoatelier von Georg Hemmer, daher firmierte das Fotostudio Curt Bialla in den ersten Jahren noch unter dem Namen „Photographisches Atelier Georg Hemmer’s Nachfahren“. Kurz nach Ende des Ersten Weltkriegs, am 24. Dezember 1918, heirateten Mina Frölich und Curt Biella. 1919 kam ihre erste Tochter Olga Apollonia, 1923 ihre zweite Tochter Vera Lucia zur Welt, die beide ebenfalls Fotografinnen wurden. Im März 1921 meldeten die Biellas zusätzlich zu ihrem Fotoatelier ein Gewerbe als Fotoartikelhandel an; sie verkauften Fotozubehör (Alben, Rahmen, Filme) und Postkarten. Die Biellas besaßen ein eigenes Auto; Curt und Mina Biella waren auch als Bildjournalisten tätig.
Zum 1. August 1935 trat Curt Biella in die NSDAP ein; Mina wurde nicht Parteimitglied.
Am 6. Juni 1938 starb Curt Biella überraschend, kurz vor seinem 48. Geburtstag, an einem Herzinfarkt. Seine Witwe Mina Biella übernahm das Fotogeschäft, das später von ihrer ältesten Tochter Olga Apollonia fortgeführt wurde. Fünf Jahre nach Minas Tod, am 31. Dezember 1988, meldete ihre zweite Tochter, Vera, den Betrieb des Fotoateliers und Fotobedarfgeschäftes Biella ab.
Die Fotosammlung Biella dokumentiert die historische Entwicklung der fränkischen Kleinstadt Gunzenhausen, in Porträtfotos, Gruppenbildern, Stadtansichten, Aufnahmen von Gebäuden, Straßenszenen, Festumzügen und Aufmärschen. Hinzu kamen ab etwa 1939 zahlreiche Kennkartenfotos von den in Gunzenhausen eingesetzten ausländischen Zwangsarbeitern und Kriegsgefangenen. Das Stadtarchiv Gunzenhausen bewahrt den Geschäftsnachlass dieses Ateliers auf. Die Aufnahmen der Fotosammlung Biella stammen zum weitaus größten Teil aus der Zeit zwischen 1930 und 1946 und vermitteln einen umfassenden Eindruck von der mittelfränkischen Kleinstadt Gunzenhausen und ihrer Umgebung, vor allem in der Zeit des Nationalsozialismus. Im Jahr 2003 wurde bei einer Wohnungsauflösung in einem Nebengebäude des Wohn- und Geschäftshauses der Familie Biella in der Hensoltstr. 3 eine große Anzahl von Fotografien aus dem Geschäftsnachlass dieses Fotostudios entdeckt, die dort offenbar schon seit Jahrzehnten lagerten. In der Fotosammlung Biella erhalten geblieben sind 882 Glasnegativplatten, 81 Rollfilmen mit 1555 Einzelaufnahmen sowie 14 Einzelnegative. Im Stadtarchiv Gunzenhausen sind insgesamt 2451 Aufnahmen der Biellas erfasst; etwa 20 Fotografien des Fotogeschäfts Biella befanden sich bereits vor dem Fund des Jahres 2003 in Besitz des Stadtarchivs. Der Fotosammlung Biella enthält Aufnahmen aus den Jahren von 1919 bis zum Anfang der 1950er Jahre. Der überwiegende Teil (etwa 95 Prozent) entstand zwischen 1930 und 1946; einige wenige Fotografien stammen von Georg Hemmer, dem direkten Geschäftsvorgänger der Biellas. Bei den wenigsten Aufnahmen lässt sich sicher sagen, von welchem der vier Mitglieder der Fotografen-Familie Biella es aufgenommen wurde.